# Під горою-1
Під горо́ю-1 — заповідне урочище місцевого значення в Україні. Об'єкт розташований на території Коломийського району Івано-Франківської області, біля смт Гвіздець. 
Площа — 2,7 га. Статус отриманий згідно з рішенням облвиконкому від 15.05.1983 року № 166.